# Campeonato nacional de Estados Unidos 1887
Lista de los campeones del Campeonato nacional de Estados Unidos de 1887:

## Senior

### Individuales masculinos
Richard Sears vence a  Henry Slocum, 6-1 6-3 6-2

### Individuales femeninos
Ellen Hansell vence a  Laura Knight, 6-1, 6-0

### Dobles masculinos
Richard Sears /  James Dwight vencen a  Howard Taylor /  Henry Slocum,  6-4, 3-6, 2-6, 6-3, 6-3

### Dobles mixto
L. Stokes /  Joseph Clark vencen a  Laura Knight /  E. D. Faries, 7-5, 6-4
| Predecesor: 1886                         | Campeonato nacional de Estados Unidos 1887 | Sucesor: 1888                         |
| Predecesor: Campeonato de Wimbledon 1887 | Grand Slam 1887                            | Sucesor: Campeonato de Wimbledon 1888 |

- Datos: Q956964